# علی یرلیکایا
علی یرلیکایا (زاده ۱۱ اکتبر ۱۹۶۸) یک بوروکرات ترک است که در حال حاضر به عنوان وزیر کشور از ۴ ژوئن ۲۰۲۳ فعالیت می‌کند. وی پیش از این از سال ۲۰۱۸ تا ۲۰۲۳ فرماندار استانبول بود. پس از ابطال انتخابات شهردار استانبول در مارس ۲۰۱۹، یرلیکایا برای مدت کوتاهی سرپرست شهردار استانبول بود تا اینکه در ژوئن ۲۰۱۹ جانشین جدیدی در انتخابات مجدد انتخاب شد.
یرلیکایا پیش از این که فرماندار استانبول شود، از سال ۲۰۰۷ تا ۲۰۱۰ به عنوان فرماندار شیرناک، از سال ۲۰۱۰ تا ۲۰۱۲ به عنوان فرماندار آغری، از سال ۲۰۱۲ تا ۲۰۱۵ به عنوان فرماندار تکیرداغ و از سال ۲۰۱۵ تا ۲۰۱۱ به عنوان فرماندار غازیانتاب فعالیت می‌کرد.

## اوایل زندگی و حرفه
یرلیکایا در سال ۱۹۸۹ از دانشکده علوم سیاسی دانشگاه استانبول با مدرک مدیریت دولتی فارغ‌التحصیل شد. او در سال ۱۹۹۰ به عنوان کاندیدای کایمکام (ولسوالی) در وزارت کشور شروع به کار کرد. او به عنوان کیماکام در مناطق فلاحیه، ارزین، درابوکاک، هیلوان و ساریکایا در اوایل دوران بوروکراسی خود خدمت کرد.
یرلیکایا همچنین به عنوان مشاور حقوقی وزارت کشور و رئیس ستاد وزارت بهداشت خدمت کرد. او همچنین یکی از اعضای هیئت اجرایی اتحادیه کارفرمایان دولتی بخش خدمات و صنایع سنگین ترکیه (TÜHİS) بود.

## فرمانداری‌ها
در ۳۰ نوامبر ۲۰۰۷، یرلیکایا به عنوان فرماندار شیرناک انتخاب شد. وی که تا ۱۳ می ۲۰۱۰ خدمت کرد، در همان روز به عنوان فرماندار آغری منصوب شد و تا ۳ اوت ۲۰۱۲ خدمت کرد. در ۳ آگوست ۲۰۱۲، وی تا ۱۹ فوریه ۲۰۱۵ به عنوان فرماندار تکیرداغ منصوب شد و در آن روز فرماندار غازیانتپ شد. در ۲۶ اکتبر ۲۰۱۸، وی تا ۴ ژوئن ۲۰۲۳ فرماندار استانبول شد.

### سرپرست شهردار استانبول
ترکیه در ۳۱ مارس ۲۰۱۹ انتخابات محلی معمولی را برگزار کرد. در جریان رای‌گیری برای شهرداری استانبول، اکرم امام اوغلو، نامزد مخالف اتحاد ملت، یک پیروزی غافلگیرکننده به دست آورد و با اختلاف ۰٫۲ درصدی از بینالی یلدیریم، نامزد ائتلاف خلق که مورد حمایت دولت است، پیشی گرفت. دولت متعاقباً برای بازشماری از شورای عالی انتخابات ترکیه (YSK) درخواست کرد. پس از چندین شکایت و بازشماری، سرانجام امام اوغلو به عنوان شهردار در ۱۸ آوریل ۲۰۱۹ سوگند یاد کرد. با این حال YSK شکایت اتحاد خلق برای ابطال انتخابات در ۶ مه را پذیرفت، بنابراین امام اوغلو را از سمت خود به عنوان شهردار برکنار کرد و انتخابات جدید را برای ۲۳ ژوئن ۲۰۱۹ تعیین کرد.
طبق معمول زمانی که یک موقعیت سیاسی مورد تردید است، وزارت کشور فرماندار فعلی شهر، یعنی یرلیکایا را به عنوان سرپرست شهردار استانبول منصوب کرد تا زمانی که این پست با رای‌گیری مجدد پر شود. یرلیکایا، به عنوان سرپرست شهرداری، به دلیل اتخاذ تصمیماتی که از سوی اپوزیسیون فراتر از صلاحیت یک حامی تلقی می‌شد مورد انتقاد قرار گرفت. او همچنین به دلیل چشم پوشی از پوسترها و کمپین‌های طرفدار ییلدیریم توسط کارگران شهرداری که باید بی‌طرف باشند، مورد انتقاد قرار گرفت.
İmamoğlu با اکثریت قابل توجهی افزایش یافته در انتخابات مجدد پیروز شد و در نتیجه از یرلیکایا جانشین شد.

## وزیر کشور
از ژوئن ۲۰۲۳، او وزیر کشور در کابینه به رهبری رجب طیب اردوغان، رئیس‌جمهور این کشور است.

## جنجال‌ها

### نظرات دربارهٔ داعش
یرلیکایا در حین خدمت به عنوان فرماندار غازیانتپ، طی اظهاراتی در مورد شبه نظامیان اسیر شده از دولت اسلامی عراق و شام (داعش) چندین گاف زد. او در یک مورد، با استفاده از پسوند رسمی «بی» پس از نام خود (که او نیز به اشتباه تکرار کرده‌است) به یک شبه نظامی داعش که در حال محاکمه است، به صورت رسمی اشاره کرد. اظهارات او به دلیل نشان دادن احترام به شبه نظامیان داعش مورد انتقاد قرار گرفت. یرلیکایا در پاسخ مدعی شد که مورد سوء تفاهم قرار گرفته و ستیزه‌جوی مظنون تا زمانی که گناهش در دادگاه ثابت نشود بی گناه است.
در فرصتی دیگر، او به دلیل اظهار نظر در مورد یک بمب‌گذار انتحاری داعش به شکل ظاهراً حمایتی پس از اینکه بمب‌گذار ظاهراً خود را به پلیس تسلیم کرد، مورد انتقاد قرار گرفت. او بار دیگر انتقادات را رد کرد و در عوض گفت که سخنان حمایتی اش متوجه عملیات پلیس شده‌است.

### ممنوعیت نمایش کردی «برو» در استانبول
زمانی که فرماندار استانبول بود، اقتباس کردی «برو» از نمایشنامه «بی چهره» داریو فو را کمی قبل از اجرای آن توسط شرکت تئاتر Teatro Jiyana Nû ممنوع کرد. او استدلال کرد که نمایشنامه حاوی تبلیغات حزب کارگران کردستان (پ‌ک‌ک) است. قبلاً هم در ترکیه و هم در خارج از کشور بدون مشکل اجرا شده بود.

## زندگی شخصی
یرلیکایا متأهل و دارای چهار فرزند است.